# Plutarco Montiel
Plutarco Montiel Berriel (Huamantla, Tlaxcala, ca. 1840 – Ib., 1916) fue coronel y dirigente político durante el mandato de Porfirio Díaz.

## Biografía
Hijo de Manuel Montiel y de Petra Berriel, de pequeño ingresó al Colegio Militar en el Castillo de Chapultepec de la Ciudad de México. Participó en la batalla del 5 de mayo de 1862, contra los franceses, en la que las tropas mexicanas salieron victoriosas en los fuertes de Loreto y Guadalupe en las cercanías de Puebla. Durante cinco años continuó en el ejército bajo el mando del coronel tlaxcalteca Próspero Cahuantzi y participó como comandante contra la Hacienda de San Diego.
Durante la Segunda intervención francesa, se le concedió el grado de Capitán de Caballería y luchó junto con Díaz contra las tropas del General Leonardo Márquez. El 2 de abril de 1867 las tropas republicanas vencieron al ejército mexicano imperial y Porfirio Díaz tomó la ciudad de Puebla. El General Márquez huyó hacia la hacienda de Zotoluca, en las cercanías de Tlaxco donde se dio una batalla el 8 de abril. Vencido, el general se desplazó hacia Calpulalpan y finalmente fue derrotado en San Lorenzo el 10 de abril. Por participación y logros en esos hechos de armas, del lado republicano, el general Cos otorgó a Plutarco Montiel el grado de Teniente coronel y la más alta condecoración militar del tiempo: la Venera de Honor y Mérito del Ejército Mexicano.
Los últimos combates en los que participó fue en la Batalla de Tecoac el 16 de noviembre de 1876, bajo órdenes de los Coroneles Próspero Cahuantzi y Miguel de Ortega al lado de las tropas del General Porfirio Díaz que vencieron en esta fecha a las Tropas del General Ignacio Alatorre que comandaba el Ejército Reeleccionista del presidente Sebastián Lerdo de Tejada.
Hacia 1877 Plutarco Montiel regresó a la vida civil. Ejerció varios cargos públicos en Tlaxcala y posteriormente en Huamantla. Durante los treinta años del porfiriato participó en la vida política de la región y ocupó los cargos de Alcalde de Huamantla (1877 – 1891), Jefe Político del Distinto de Huamantla (1884-1891)  y Diputado en el Congreso del Estado (1901-1911) siendo un miembro fundador.
Bajo su mandato se terminó la construcción del reloj público del Palacio Municipal, la cárcel, una presa en la barranca del barrio de San Lucas, el mercado antiguo y la planta alta del lado Norte del Palacio Municipal, que se inauguró el 7 de octubre de 1886. En su honor hay un monumento erigido en el parque de la ciudad de Huamantla, y una calle y una escuela llevan su nombre.
Se casó con María Dolores Diéguez y tuvieron cuatro hijos: Edmundo, Demetrio, Eliezer y Rebeca Montiel.
El Coronel murió en 1916 en la casa que se ubica frente a la calle que hoy en día lleva su nombre en Huamantla. Sus restos se encuentran en el Santuario del Señor del Despojo.

## Material Adicional
Transcripción de una carta con el General Porfirio Díaz.

México, Octubre 3 de 1888

Señor Plutarco Montiel
Huamantla
Estimado Amigo:

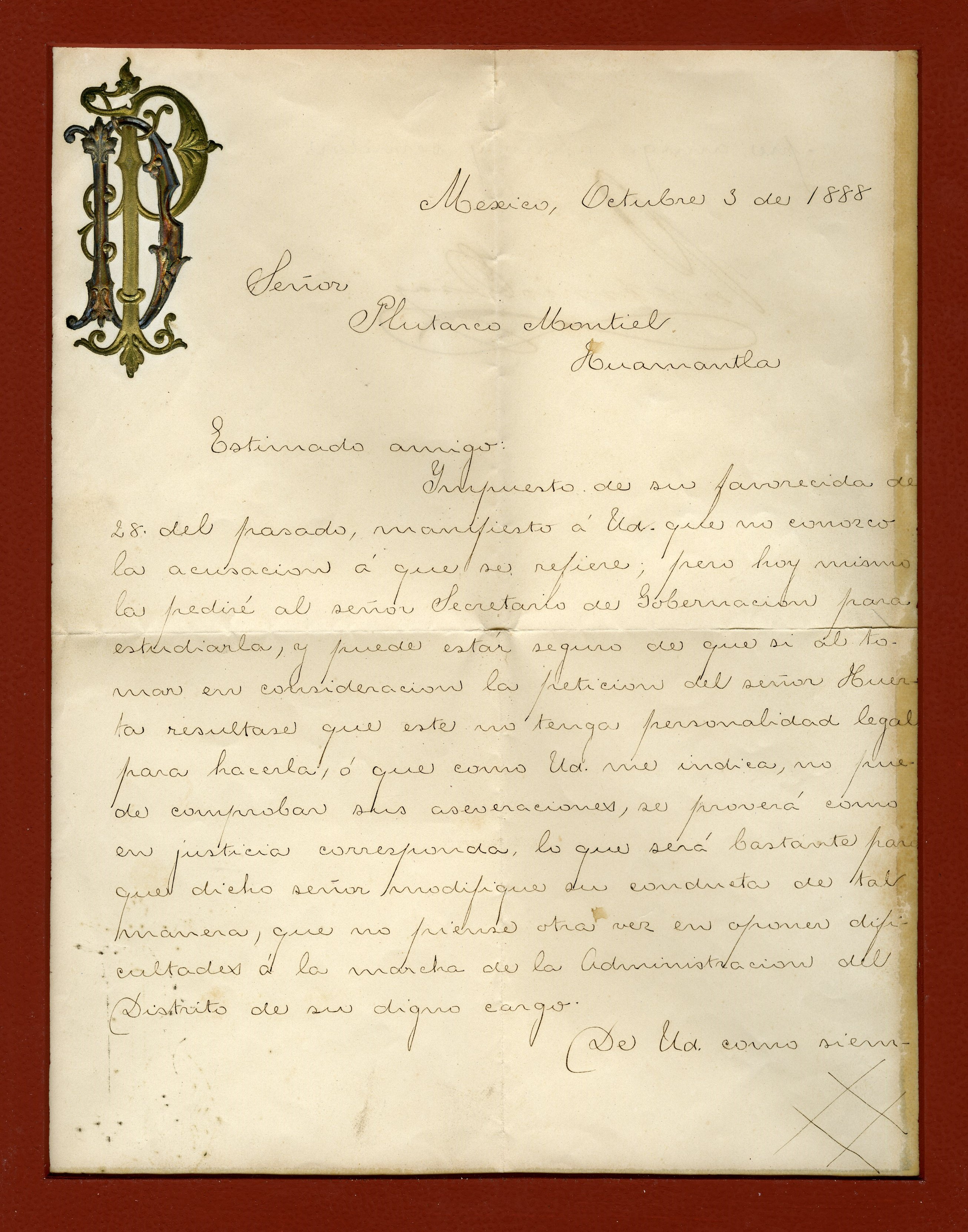
Primera parte de la carta escrita por Porfirio Díaz al General Plutarco Montiel sobre la situación de su gobierno.

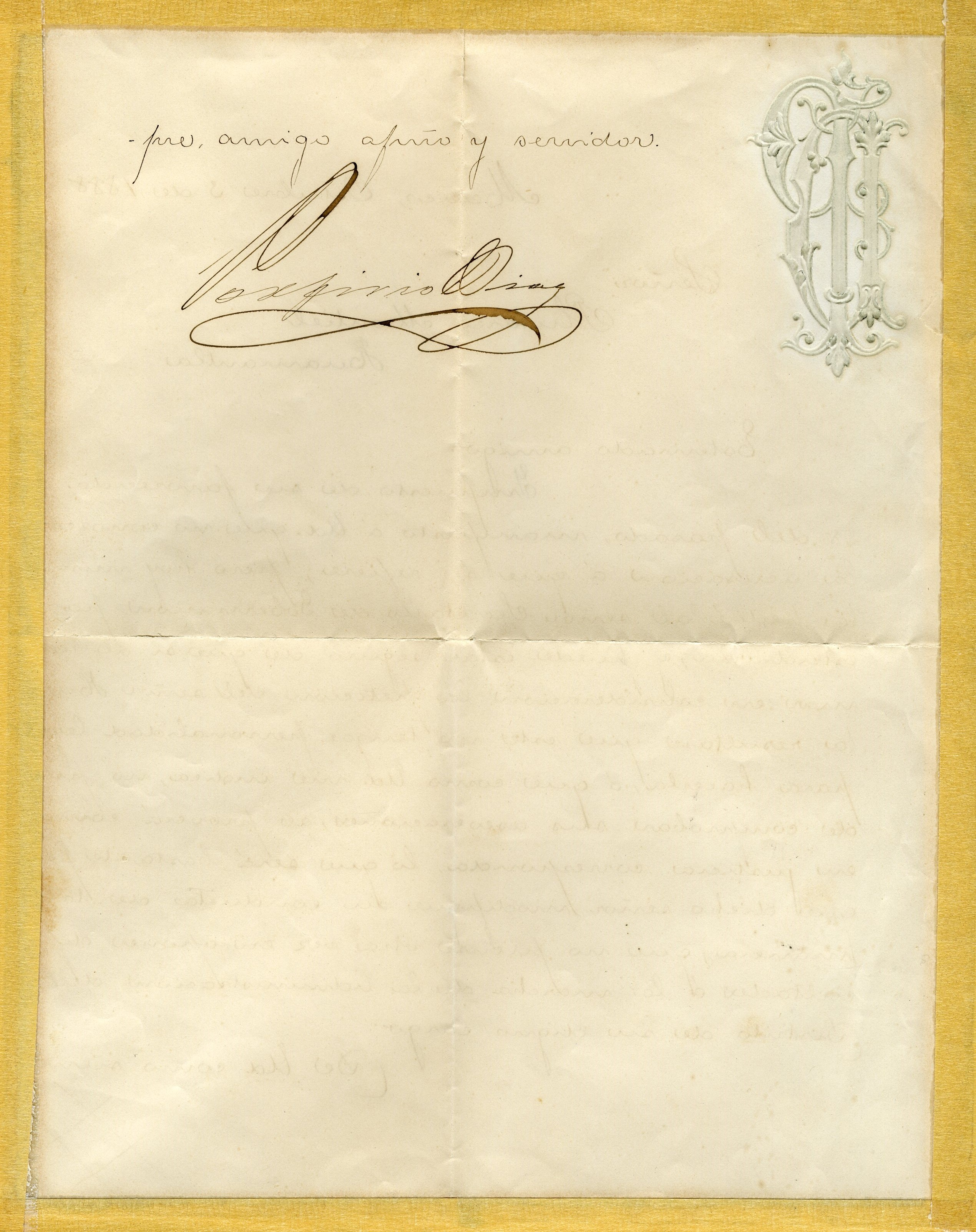
Primera parte de la carta escrita por Porfirio Díaz al General Plutarco Montiel sobre la situación de su gobierno.

Impuesto de su favorecida de 28 del pasado, manifiesto a Ud. que no conozco la asociación a que se refiere, pero hoy mismo la pediré al señor Secretario de Gobernación para estudiarla y puede estar seguro de que si al tomar en consideración la petición del señor Huerta resultara que este no tiene personalidad legal para hacerla, o que como Ud. me indica, no puede comprobar sus aseveraciones, se proveerá como en justicia corresponda, lo que será bastante para que dicho señor modifique su conducta de tal manera, que no piense otra vez en oponer dificultades a la marcha de la Administración del Distrito de su digno cargo. 
De Ud. como siempre amigo afmo y servidor 
Porfirio Díaz